# Palicourea fastigiata
Palicourea fastigiata är en måreväxtart som beskrevs av Carl Sigismund Kunth. Palicourea fastigiata ingår i släktet Palicourea och familjen måreväxter. Inga underarter finns listade i Catalogue of Life.